# Rzeszówek (województwo dolnośląskie)
Rzeszówek (niem. Reichwaldau) – wieś w Polsce położona w województwie dolnośląskim, w powiecie złotoryjskim, w gminie Świerzawa, na Pogórzu Kaczawskim w Sudetach. Przez miejscowość przepływają dwa potoki Czerwieniec, mający swoje źródło w pobliskim Muchowie, będący dopływem drugiej rzeki mającej źródło na terenie Parku Krajobrazowego Chełmy - potoku Kamiennik, dopływu Kaczawy.
Początki wsi pozostają nieznane. Była to posiadłość rycerska, jednakże niezbyt okazała. Znajdowała się w posiadanie von Zedlitzów, jednak nie stanowiła ich siedziby. W połowie XVI wieku w okolicy Świerzawy rozpoczęto poszukiwania złota i rud innych metali. W 1556 roku miano odnaleźć w Rzeszówku złoto. W okolicach roku 1700 w centralnej części wsi postawiono dwór. Cztery lata później założono szkołę ewangelicką.
Najwyższym wzniesieniem jest Dworska Góra 397 m n.p.m.

## Podział administracyjny
W latach 1975–1998 miejscowość położona była w województwie jeleniogórskim.

## Nazewnictwo
Od nazwy wsi pochodzi nazwa geologicznej jednostki Rzeszówek-Jakuszowa.

## Zabytki
- ruiny dworu z 1700 r.